# Попова, Валентина Павловна
Валенти́на Па́вловна Ко́лосова (в девичестве Попо́ва; 26 декабря 1880, Красноярск, Енисейская губерния — 7 августа 1937, Тобольск, Омская область) — участница революционного движения, член Боевой организации партии социалистов-революционеров. Жена эсера Евгения Евгеньевича Колосова.

## Биография
Родилась 26 декабря 1880 года в Красноярске, была второй дочерью в семье. Отец — Павел Николаевич Попов, писец духовной консистории. Мать — Клавдия Гавриловна Попова (1849—1921), дочь чиновника, сдавала комнаты политическим ссыльным. С 4 марта по 30 апреля 1897 года в доме Поповой жил В. И. Ленин, о чем Клавдия Гавриловна писала впоследствии в воспоминаниях, опубликованных её зятем Евгением Колосовым.
В 1896 году Валентина Попова окончила гимназию и уехала из Красноярска, чтобы стать слушательницей курсов физического образовании П. Ф. Лесгафта. 4 марта 1901 года приняла участие в студенческой демонстрации, за что её исключили с курсов и по постановлению министра внутренних дел выслали обратно в Красноярск. Там Валентина Попова вскоре познакомилась с эсером Евгением Колосовым, который впоследствии стал её мужем.
В 1902 году Попова вернулась в Петербург и перешла на нелегальное положение. Там она связалась с эсерами, с ней познакомился лидер Боевой организации Евно Азеф. Деятельность Поповой на службе революционного движения была связана с запрещенной литературой. В мае 1903 года Попову арестовали с чемоданом нелегальной литературы, которую она везла из Финляндии. На допросе в жандармском управлении прокурор грозил Поповой виселицей, однако при содействии РСДРП адвокат Рождественский добился её освобождения. Азеф принял Попову в состав Боевой организации и направил обучаться изготовлению снарядов. Попова вместе с еще одним членом БО по кличке «Семен Семенович» готовила бомбы для покушения на генерал-губернатора Дубасова, которое, однако, не состоялось. В подготовке следующего покушения на Дубасова Попова уже не участвовала, так как была беременна, и заместитель Азефа Борис Савинков по этой причине отстранил её от опасного занятия.
После рождения сына Валентина уже не занималась изготовлением снарядов, а выполняла для террористов различные мелкие поручения и вела наблюдение. В то же время Охранное отделение активно выслеживало революционеров и (по наводке Азефа) взяло под контроль часть группы, которая занималась подготовкой покушения на Столыпина. Почувствовав опасность, Евгений Колосов осенью 1907 года вывез Валентину и сына во Францию, а в 1909 году — в Италию. За границей они жили мирной жизнью, у них родилась дочь Елена.
В 1916 году Колосовы вернулись в Россию. В 1920 году Валентину арестовали в Омске, но через несколько месяцев тюремного заключения отпустили. В 1922 году Колосовы переехали в Петроград, где мирно жили до следующего ареста в 1925 году. Евгения и Валентину осудили на 3 года за «участие в организации, действующей в направлении помощи международной буржуазии». В заключении супруги жили в семейном блоке, в первый год испытывали голод, пока заключенным не выделили участки на территории тюрьмы под огороды. Помимо этого Валентина переплетала книги, писала мемуары и статьи, которые печатались в журнале «Каторга и ссылка».
В январе 1928 года она была освобождена по указу об амнистии, но 14 февраля 1933 года снова арестована и приговорена к двум годам заключения за «организацию контрреволюционной группы, ставящей целью свержение советской власти». Евгения Колосова приговорили к трем годам. Наказание супруги отбывали в Суздальском политическом изоляторе. В 1935 года Валентину отправили в ссылку в Тобольск, где к ней через год присоединился Евгений. В это время Валентина работала машинисткой на судоверфи.
В 1937 году Колосовым снова были предъявлены обвинения в контрреволюционной деятельности. Колосовы обвинений не признали. Их дело рассматривала «тройка» УНКВД по Омской области, которая заочно приговорила обоих к высшей мере наказания. Приговор был приведен в исполнение 7 (или 12) августа 1937 года в Тобольске. Тела Евгения Евгеньевича и Валентины Павловны захоронили в общей яме на территории тюремного хоздвора.